# نشانه ولتمن
نشانه وُلتمن (انگلیسی: Woltman sign) یا «نشانهٔ وُلتمن در کم‌کاری تیروئید» که در گذشته به آن رفلکس میگزدم هم می‌گفتند، یک مرحله شل‌شدگی تأخیری در «رفلکس تاندونی عمقی» است که معمولاً در زردپی آشیل بیمار حین آزمایش یافت می‌شود. این نشانهٔ بالینی نامش را از متخصص مغز و اعصاب آمریکایی هنری ولتمن می‌گیرد.

## تشخیص‌های افتراقی
رفلکس مچ پای تأخیری در موارد زیر دیده شده است:
- کم‌کاری تیروئید
- بیماری هانتینگتون
- چندین علامت عصبی پزشکی
- بی‌اشتهایی عصبی
- کهولت زیاد (سن‌های بسیار بالا)
- مصرف برخی داروها به‌ویژه بتا بلاکرها
- هیپوترمی

## تاریخچه
به نظر می‌رسد ویلیام کالورت چِـینی (۱۸۸۸–۱۹۶۵)، که زیر نظر هنری ولتمن در مایو کلینیک کار می‌کرد، اولین کسی بود که در سال ۱۹۲۴ شرحی از این نشانه را منتشر کرد، اما وُلتمن هیچ نقشی در آن مقاله نداشت و در دست نوشته‌های چِـینی هم نامی از او ذکر نشده است. نام‌بخش «نشانه وُلتمن در میگزدم» نخستین بار در سال ۱۹۵۶ در زمان بازنشستگی وُلتمن منتشر شد.